# Twine
Twine — открытая платформа для написания интерактивной литературы, текстовых игр и визуальных новелл. Позволяет публиковать игры в виде html-страниц и не требует от автора обширных познаний в программировании. Создана веб-разработчиком и геймдизайнером из Балтимора Крисом Климасом (англ. Chris Klimas). Распространяется на условиях GPL.
Первая версия редактора Twine была написана на Python, она поддерживала только один формат историй, известный сейчас как SugarCube 1. Twine 2.0, выпущенный в 2016 году, был полностью переписан на JavaScript и HTML 5, форматом по умолчанию стал Harlowe.

## Особенности
Части создаваемого произведения (текстовой игры) представлены в виде визуальной схемы: набора связанных ссылками (изображаемыми в виде стрелок) блоков-параграфов. Такое представление похоже на «пробковую доску» такой программы-ассистента литератора, как Scrivener. Внутри блоков текст параграфов задаётся на простом языке разметки, близком к языку разметки TiddlyWiki (или DokuWiki), включающем также изображения и макросы, позволяющем задавать значения переменных и проверять условия. Готовая история может быть экспортирована в html-файл, который может быть использован локально или помещён на веб-сайт.
Twine отличают интуитивно понятный интерфейс и нетребовательность к ресурсам как самого инструмента, так и сгенерированных им игр и историй.

### Форматы историй
Twine 2 поддерживает редактирование игр в различных форматах, которые переключаются кнопкой «Форматы» в правой части стартового экрана Twine. Формат Harlow, выбранный по умолчанию, ориентирован на начинающих пользователей Twine, формат SugarCube, обеспечивающий совместимость с Twinery первой версии адресован авторам, уже знакомым с веб-технологиями и вики-разметкой, третий формат Snowman минималистичен и ориентирован на разработчиков, уже знакомых с HTML и CSS.

### Распространение игр
Код, генерируемый Twine, хранится в виде единой веб-страницы, которая может быть как просмотрена из любого современного браузера локально, так и помещена на веб-сервер. Он основан на коде первой версии встраиваемого в html-страницы персонального викидвижка TiddlyWiki, и может распространяться на условиях BSDL. Эти игры также содержат код библиотек, лицензированных под Apache License и WTFPL. Все эти лицензии являются разрешительными (пермиссивными), и позволяют использовать полученные игры или иные гипертекстовые произведения как часть проприетарного программного обеспечения.

## Применение
Своей популярностью Twine во многом обязан Анне Антропи, которая как разрабатывает игры на нём, так и описывает его в своих книгах и статьях. Будучи трансгендерной женщиной, в таких своих играх, как Mighty Jill Off, Sex Cops of Tickle City, Encyclopaedia FuckMe и Lesbian Spider-Queens From Mars она касается тем секса и садизма. Её книгу The Rise Of The Videogame Zinesters 2012 года характеризуют как манифест, призывающий использовать разработку компьютерных игр вообще и Twine в частности, как средство самовыражения для самых различных людей. Эту книгу некоторые обозреватели назвали началом так называемой Twine-революции.
Так, хорошо была встречена критикой дебютная игра Howling Dogs (2012), которую написала на Twine Porpentine. Вокруг опубликованной в 2014 через Steam Twinе-игры Depression Quest развернулся скандал, получивший название «геймергейт». Сопровождавшая его острая дискуссия среди критиков и игроков, помимо вопросов пола и сексуальной самоидентификации, касалась обсуждения границ жанра компьютерной игры.
Twine также получил применение в образовании, примеры курсов с использованием этого конструктора можно найти на соответствующей странице вики-документации Twine. В частности, Twine использует доктор Джеремиа Макколл, разработавший методику преподавания истории в школе с использованием игр-симуляторов. На его сайте можно найти небольшую статью, обучающую основам написания игр и историй (в форматом Harlow) для Twine 2 .
Чарли Брукер использовал Twine при написании сценария фильма «Чёрное зеркало: Брандашмыг».

## AXMA Story Maker
Российская фирма АКСМА Софт частично повторила функционал Twine в своём проприетарном продукте AXMA Story Maker. Первый релиз программы вышел после полугодового бета-тестирования на форуме iFiction.Ru 15 августа 2012 года. В настоящее время бесплатная десктопная версия AXMA, как и онлайн-версия редактора, не позволяет сохранять готовые игры на диске пользователя, а только публиковать их на сайте AXMA Story Maker, эта возможность открыта только пользователям, купившим полную версию. Имеется опыт применения AXMA в образовательном процессе.

## Комментарии
1. ↑  В 2019 и 2019 году были опубликованы более технические ориентированные книги Анны Антропи: Make Your Own Video Games![26] и Make Your Own Twine Games![27], в которых она знакомит читателя с разработкой Twine-игр.
2. ↑  Наряду с Inform 7, Scratch, GameMaker и Flash

### Книги
- Melissa Ford. Writing Interactive Fiction with Twine. — Que Publishing, 2016. — 432 с. — ISBN 978-0-7897-5664-0.
- Anna Anthropy. Make Your Own Twine Games!. — No Starch Press, Incorporated, 2019. — 144 с. — ISBN 978-1-59327-938-7.
- Jeremiah McCall[англ.]. Crafting Simulated Worlds of Interactive Text: The Basics of Twine for History, English, and Language Teachers. — 2017. — 6 с.

### Статьи
- Harvey A. Twine’s revolution: Democratization, depoliticization, and the queering of game design (англ.) // G| A| M| E Games as Art, Media, Entertainment. — 2014. — Vol. 1, no. 3. — P. 95—107.
- Friedhoff J. Untangling Twine: A Platform Study (англ.) // DiGRA '13 - Proceedings of the 2013 DiGRA International Conference: DeFragging Game Studies. — 2014. — August (vol. 7). — P. 10. — ISSN 2342-9666.
- Erez Zukerman. Review: Twine lets you easily create interactive (англ.). PCWorld (18 января 2013). Дата обращения: 14 февраля 2019.
- Carolyn Petit. Power to the People: The Text Adventures of Twine (англ.). GameSpot (21 января 2013). Дата обращения: 14 февраля 2019.
- Ellison, Cara (10 апреля 2013). Anna Anthropy and the Twine revolution. The Guardian (англ.). Дата обращения: 14 февраля 2019.
- Hudson, Laura (19 ноября 2014). Twine, the Video-Game Technology for All. The New York Times (англ.). Дата обращения: 14 февраля 2019.